# 伯特塞爾鎮區 (北達科他州福斯特縣)
伯特塞爾鎮區（英語：Birtsell Township）是位於美國北達科他州福斯特縣的一個鎮區。

## 地方資料
伯特塞爾鎮區的面積為92.92平方千米，當中陸地面積為92.59平方千米，而水域面積為0.33平方千米。根據2020年美國人口普查的數據，當地共有人口92人，而人口密度為每平方千米0.99人。